# L'humanité (film)
Pour les articles homonymes, voir Humanité (homonymie).
Pour plus de détails, voir Fiche technique et Distribution.
L'humanité est un film français réalisé par Bruno Dumont, sorti en 1999.

## Synopsis
Dans un village du Nord de la France, Pharaon de Winter est un lieutenant de police légèrement déficient, qui a perdu accidentellement sa femme et son bébé trois ans plus tôt. Depuis il vit seul avec sa mère. Il a pour voisine Domino, une fille qui a un petit ami chauffeur de car, Joseph. Pharaon est attiré par Domino, qui souvent l'invite à passer la soirée avec elle et son fiancé. Le lieutenant de police est amené à enquêter sur le meurtre et le viol d'une fillette de onze ans, dont le corps a été retrouvé dans un champ de la commune.

## Fiche technique
- Titre : L'humanité[1]
- Réalisation : Bruno Dumont
- Assistant réalisateur : Xavier Christiaens
- Scénario : Bruno Dumont
- Musique : Richard Cuvillier
- Décors : Marc-Philippe Guerig
- Costumes : Nathalie Raoul
- Photographie : Yves Cape
- Son : Pierre Mertens
- Mixage : Jean-Pierre Laforce
- Montage : Guy Lecorne
- Production : Rachid Bouchareb et Jean Bréhat
- Société de production : 3B Production
- Société de distribution : Tadrart Films
- Pays d'origine :  France
- Langue : français
- Format : couleurs - 35 mm - 2,35:1 - Dolby Digital
- Genre : drame, policier
- Durée : 148 minutes
- Date de sortie : France : 27 octobre 1999
- Film interdit aux moins de 12 ans lors de sa sortie en France

## Distribution
- Emmanuel Schotté : L'inspecteur de police Pharaon De Winter
- Séverine Caneele : Domino, la voisine de Pharaon dont il est secrètement amoureux
- Philippe Tullier : Joseph, un jeune conducteur de car scolaire, son amant
- Ghislain Ghesquère : le commissaire de police
- Ginette Allègre : Éliane, la mère de Pharaon
- Daniel Leroux : l'infirmier
- Arnauld Brejon de Lavergnée : le conservateur du musée
- Daniel Petillon : Jean, un policier
- Robert Bunzi : le policier anglais
- Dominique Pruvost : le travailleur en colère
- Jean-Luc Dumont : le CRS
- Diane Gray : la voyageuse anglaise
- Paul Gray : le voyageur anglais
- Sophie Vercamer : une ouvrière
- Murielle Houche : une ouvrière
- Liliane Facq : une ouvrière
- Myriam Dehaine : une ouvrière
- Pauline Guyot : une ouvrière
- Jean Beulque : le guide
- Marthe Vandenberg : la grand-mère
- Sylvie Perel : l'amie de Domino

## Autour du film
- Pharaon de Winter est un peintre né en 1849 à Bailleul (ville de naissance de Dumont). Le lieutenant de police qui porte son nom dans le film est présenté comme un de ses descendants.

## Distinctions

### Récompenses
- Festival de Cannes 1999 :
  - Grand prix du jury
  - Prix d'interprétation féminine pour Séverine Caneele
  - Prix d'interprétation masculine pour Emmanuel Schotté